# El tango (Jorge Luis Borges)
El tango es un libro en el que se reúnen cuatro conferencias del escritor argentino Jorge Luis Borges. Las conferencias  se llevaron a cabo en 1965, en Buenos Aires y, en el año 2016, ya transcriptas de la única cinta magnetofónica que existía, fueron publicadas por Lumen.

## La obra
El tango reúne cuatro disertaciones de Borges dictadas a partir del 3 de octubre de 1965 en el primer piso, departamento 1, de la calle Hornos, de Buenos Aires, según el aviso publicado en La Nación anunciándolas. Las conferencias fueron  grabadas por un productor musical español Manuel Román Rivas que, en ese entonces, vivía en Argentina. Después de años, ya radicado en Alemania, le regaló las cintas al actor José Manuel Goikoetxea.
Hasta el año 2002, se ignoraba la existencia de las cintas magnetofónicas y recién se supo de su existencia al llegar a manos del escritor Bernardo Atxaga. En 2013 le hizo llegar una copia a  María Kodama, viuda del escritor, que validó la autenticidad de las cintas.
Las conferencias tratan de distintos aspectos del tango y le permiten a Borges hablar de algunos de los temas recurrentes en su obra: el compadrito, el gaucho, los barrios; así como mostrar su erudición y sentido del humor (en las conferencias hizo chistes sobre Gardel y cantó).
En la primera conferencia trató de los orígenes del tango; en la segunda, de los guapos y compadritos; en la tercera, de la evolución y expansión; y en la cuarta, del alma argentina.